# Удальцово (Ленинградская область)
Удальцово (до 1948 года Рииска, фин. Riiska, Raaju) — деревня в Запорожском сельском поселении Приозерского района Ленинградской области.

## Название
Вероятно, название деревни Рааю произошло от русского слова край. 
5 июня 1947 года исполком Сортанлахтинского сельсовета принял решение переименовать деревню Рийска в Заостровье. Решение не было утверждено. При повторном переименовании было выбрано название Удальцово.

## История
Деревня Рааю или Рай — один двор, упоминается в писцовой книге Водской пятины 1500 года «на берегу озера Сванского».

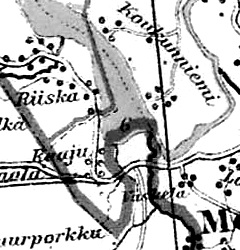
Деревни Рииска и Рааю на карте 1923 года

В 1939 году в деревне Рииска насчитывалось 83 хозяйства и государственных постройки. До 1939 года смежные деревни Рииска и Рааю входили в состав волости Рауту Выборгской губернии Финляндской республики.
С 1 июля 1941 года по 31 мая 1944 года финская оккупация.
После войны в деревне Рийска был организован колхоз «Верный Путь». 
С 1948 года деревня стала учитываться, как Удальцово.
С октября 1956 года — в составе Запорожского сельсовета Сосновского района.
С декабря 1960 года — в составе Приозерского района.
С 1 февраля 1963 года — в составе Запорожского сельсовета Выборгского района.
С 1 января 1965 года — вновь в составе Запорожского сельсовета Приозерского района. 
По данным 1966, 1973 и 1990 годов деревня Удальцово входила в состав Запорожского сельсовета.
В 1997 году в деревне Удальцово Запорожской волости проживали 36 человек, в 2002 году — 52 человека (русские — 98 %).
В 2007 году в деревне Удальцово Запорожского СП проживали 28 человек, в 2010 году — 70 человек.

## География
Деревня расположена в юго-восточной части района на автодороге 41А-025 (Ушково — Пятиречье).
Расстояние до административного центра поселения — 8 км.
Расстояние до ближайшей железнодорожной станции Сосново — 9 км.
Деревня находится на юго-западном берегу Суходольского озера.

## Демография
| 2007 | 2010 | 2017 |
| ---- | ---- | ---- |
| 28   | ↗70  | ↘57  |

## Улицы
1-й квартал, 2-й квартал, 3-й квартал, 4-й квартал, 5-й квартал, 6-й квартал, 7-й квартал, 8-й квартал, Озёрная, Светлановская, Светлая

## Садоводства
Светлое.